# Уром
Уро́м (рос. Уром, удм. Уром) — село в Малопургинському районі Удмуртії, Росія.
Урбаноніми:
- вулиці — 40 років Перемоги, 50 років Жовтня, Азіна, Жовтнева, Залізнична, Комарова, Лісова, Мічуріна, Молодіжна, Нова, Островського, Травнева, Ювілейна

## Населення
Населення — 1101 особа (2010; 1113 в 2002).
Національний склад станом на 2002 рік:
- удмурти — 70 %
- росіяни — 27 %